# Sonja Becq
Sonja Becq (Duffel, 8 december 1957) is een Belgische politica voor de CD&V.

## Biografie
Haar ouders vestigden zich in 1954 in Meise en waren er vanaf dan ook al actief in het maatschappelijk leven. Haar vader, Louis Becq, was onder andere voorzitter van de Commissie van Openbare Onderstand van 1974 tot 1977 (de voorloper van het OCMW) in Meise, en haar moeder, Simonne Van den Bergh, was onder meer CVP-gemeenteraadslid in Meise.
Becq studeerde in 1980 af als licentiaat in de rechten aan de Universitaire Faculteiten Sint-Aloysius en behaalde in 1981 een licentie in de criminologie aan de Katholieke Universiteit Leuven en was professioneel actief als advocate-stagiaire aan de Balie van Brussel. Ook was ze vanaf 1985 actief bij het KAV, waar ze het hoofd was van de studiedienst en van 1989 tot 1993 algemeen secretaris. Nadien was zij kabinetssecretaris bij eerste minister Jean-Luc Dehaene en personeelsdirecteur bij Familiehulp.
Bij de eerste rechtstreekse verkiezingen voor het Vlaams Parlement van 21 mei 1995 werd ze verkozen in de kieskring Halle-Vilvoorde. Ook na de volgende Vlaamse verkiezingen van 13 juni 1999 bleef ze Vlaams volksvertegenwoordiger tot juni 2004. Met het decreet op de zorgverzekering was ze initiatiefneemster voor de zorgverzekering in Vlaanderen. Als Vlaams Parlementslid zetelde Becq van 1995 tot 1999 in de commissie Welzijn, Gezondheid en Gezin en van 1999 tot 2004 in de commissies Brussel en Vlaamse Rand en Welzijn, Volksgezondheid en Gelijke Kansen. Bij de Vlaamse verkiezingen van juni 2004 stond Becq als eerste opvolger op de CD&V/N-VA-lijst in de kieskring Vlaams-Brabant, maar ze keerde niet terug naar het Vlaams Parlement. Vervolgens was zij van 2004 tot 2007 adjunct-kabinetschef op het kabinet van Vlaams minister-president Yves Leterme. 
Vanaf juni 2007 zetelde Sonja Becq in de Kamer van volksvertegenwoordigers. Van 2009 tot 2010 was ze er voorzitter van de commissie Justitie. Voordien was ze van 2008 tot 2009 voorzitter van de commissie Handels- en Economisch Recht en ondervoorzitter van de commissie Sociale Zaken. Na de parlementsverkiezingen van juni 2010 kreeg zij opnieuw een zitje in de Kamer van volksvertegenwoordigers voor de kieskring Brussel-Halle-Vilvoorde. Ze werd vast lid van de commissie Justitie. Als pensioenspecialiste van CD&V zetelde ze ook in de commissie Sociale Zaken. Daarnaast was Becq van 2010 tot 2019 ondervoorzitter van de Kamer. In mei 2019 raakte ze niet herkozen voor de Kamer.
Ook is Becq sinds 2001 gemeenteraadslid van Meise. Van 2007 tot 2012 was ze er voorzitter van het OCMW en van 2013 tot 2018 eerste schepen, bevoegd voor woonbeleid, ruimtelijke ordening, patrimonium, informatie, communicatie, volksgezondheid en gezin.
Sonja Becq werd door Wetstraatwatchers beschouwd als 'een resultaatgerichte dossiervreter op het vlak van pensioenen, justitie en gelijke rechten voor mannen en vrouwen’.
In 2020 werd ze aangesteld als voorzitter van Samana, de organisatie voor chronisch zieken en mantelzorgers van de Christelijke Mutualiteit.
Sonja Becq is gehuwd en moeder van drie kinderen.

## Onderscheidingen
- Ridder in de Leopoldsorde
- Officier in de Leopoldsorde (2015)